# Buchach (huyện)
Huyện Buchach (tiếng Ukraina: Бучацький район, chuyển tự: Buchachs’kyi raion) là một huyện của tỉnh Ternopil thuộc Ukraina. Huyện Buchach có diện tích 802 km², dân số theo điều tra dân số ngày 5 tháng 12 năm 2001 là 64974 người với mật độ 81 người/km2. Trung tâm huyện nằm ở Buchach.